# آلان ال. بنسون
آلن لوئیس بنسون (Allan Louis Benson)‏ (۶ نوامبر ۱۸۷۱–۱۹ اوت ۱۹۴۰)، ویراستار روزنامه و نویسندهٔ آمریکایی بود که به‌عنوان نامزد حزب سوسیالیست آمریکا برای ریاست‌جمهوری ایالات متحده کاندید شد.

## زندگی‌نامه

### سال‌های اولیهٔ زندگی
بنسون در ۶ نوامبر سال ۱۸۷۱ در پلینول ایالت میشیگان متولد شد. آدلبرت ال. بنسون، پدر وی در کودکی کارگر کارخانه بود که بعداً آسیابان شد، در حالی‌که روز موریس بنسون، مادر بنسون در زمان نوزادی بنسون، درگذشت. آلن الی ۱۲ سالگی با پدربزرگ خود که یک کشاورز در سلیور کریک در ایالت میشیگان بود، زندگی کرد.
زمانی‌که بنسون ۱۵ ساله بود، آسیاب پدرش آتش گرفت و وی مجبور شد که از آروزی ثبت نام در کالج و حقوق‌دان شدن دست بکشد. بنسون خانه را ترک کرد و در یک کارخانه صندلی سازی به کار مشغول شد و بعدها در یک کارخانه کاغذ سازی کار می‌کرد.
بنسون صرف یک‌سال در دبیرستان درس خواند اما با این وصف در امتحان ایالت در سمت معلمی مدرسه شرکت ورزید و در این امتحان کامیاب شد و گواهی‌نامهٔ تدریس در یک مدرسهٔ محلی را بدست آورد. در نخستین مدرسه‌ای که در آن تعیین شده بود، با پسران مدرسه به درگیری فیزیکی پرداخت و ظاهراً مجبور شد که از سمت خود استعفا دهد.
بنسون در ماه آوریل سال ۱۸۹۱، شهرستان اتسگو میشیگان را به قصد دیترویت ترک کرد و در آنجا در شرکت اتومبیل شبه جزیره به‌عنوان دست‌کار به کار مشغول شد. وی به‌خاطر دریافت سمتی، منظماً از دفاتر روزنامه‌های مختلف در دیترویت دیدن می‌کرد و بالاخره به‌عنوان گزارشگر استخدام شد و یک دستمزد بخور و نمیر ۶ دلار در هفته بدست می‌آورد.
بنسون در سال ۱۸۹۱ به‌منظور پذیرش سمت سردبیری روزنامهٔ واشیتاو دیلی تایمز به شهر ان آربور رفت. وی مرتباً به درجات بالای حرفهٔ روزنامه ارتقا می‌یافت تا این‌که در بهار سال ۱۸۹۲ به ویراستار تلگراف روزنامهٔ شیکاگو بین اقیانوس صعود یافت. بعدها ویراستار تلگرافی روزنامهٔ سالت لیک تریبیون و به عنوان نویسنده در سان فرانسیسکو کار کرد.
بنسون متعاقباً به عنوان سرویراستار روزنامه‌های دیترویت ژورنال، دیترویت تایمز و واشینگتن تایمز کار کرد. در ۱۹ ماه نوامبر سال ۱۸۹۹ در شهر ویندروز انتاریو با مری هوگ ازدواج کرد و چهار فرزند داشت.

### نویسندهٔ سوسیالیست
در دوره تصدی خود به عنوان ویراستار روزنامه، بنسون مقاله‌ای را در دایرةالمعارف در موضوع سوسیالیسم خواند، این مقاله توسط انجمن فابیانیسم انگلیسی نوشته شده بود و بنسون از این طریق به جنبش سوسیالیستی جذب شد. بنسون به جمع هیئت روزنامه‌ای اپیل تو ریزن، یک روزنامه سوسیالیستی با تیراژ زیاد که در شهر جیراد کانزاس نشر می‌شد، پیوست و سرمقاله‌هایش برای آن روزنامه او را در سطح ملی به چهره شناخته شده در میان فعالان سیاسی رادیکال آمریکا تبدیل کرد.
بنسون، بویژه در مخالفت خود با جنگ‌گرایی رک و راست صحبت می‌کرد و از پیشنهاد ممنوعیت ورود آمریکا در جنگ اول جهانی حمایت کرد، مگر این‌که مشارکت آمریکا در جنگ نخست توسط همه‌پرسی ملی مردم آمریکا تأیید شود. علاوه بر این بنسون خواستار این شد که هرکس که بر مشارکت آمریکا در جنگ رای مثبت می‌دهد، باید از نخستین کسانی باشد که در ارتش به‌خاطر سربازی نام‌نویسی نماید و این کار باید از طریق رای‌گیری امضا شده اجرا شود نه رای‌گیری مخفی. این درخواست توسط تعداد زیادی از وفاداران حزب سوسیالیست یک درخواست غیرعملی شناخته شد، از جمله موریسس هیلکویت، صاحب‌نظر برجستهٔ حزب، درخواست عوام‌فریبانهٔ بنسون را به‌عنوان یک درخواست «قطعاً وحشیانه»، رد کرد.
با این وصف، موضع افراط آمیز بنسون در قبال ورود آمریکا در جنگ اروپا در میان اعضای ردهٔ پائین حزب سوسیالیست مخاطبان خود را داشت. از آنجائی‌که انتخابات نامزدی ریاست‌جمهوری و معاون ریاست‌جمهوری سال ۱۹۱۶ توسط رای همه‌پرسی صورت گرفت نه از طریق کنوانسیون سیاسی، از این‌رو وضعیت بنسون به‌عنوان نویسندهٔ مقالات کثیرالانتشار ضد جنگ، وی را به نامزد پیشتاز حزب تبدیل کرد. پس از این‌که یوجین وی. دبز، به‌منظور پیروزی در انتخابات مجلس نمایندگان ایالات متحده از ایالت خود در ایندیانا از رقابت انتخابات ریاست‌جمهوری سال ۱۹۱۶ انصراف داد، بنسون در رقابت با جیمز اچ. ماورر، رهبر کارگری اهل پنسیلوانیا و آرتور لسور اهل داکوتای شمالی قرار گرفت. بنسون اکثریت آرای همه‌پرسی ریخته شده توسط اعضای حزب را بدست آورد و نامزد ریاست‌جمهوری حزب سوسیالیست شد.
کمپین سال ۱۹۱۶ توسط بنسون و حزب سوسیالیست، عمدتاً از طریق روزنامه‌ها صورت گرفت و توجه بنسون بر کمپین «آمادگی» کشور متمرکز بود. این کمپین ظاهراً ناموفق بود و بنسون صرف نیمی از تقریباً یک میلیون رای که برای یوجین دبز در کمپین سال ۱۹۱۲ داده شده بود، را بدست آورد. بنسون و جورج راس کریکپاتریک، نامزد معاونت ریاست‌جمهوری وی، در نهایت ۵۹۰۵۲۴ رای که صرف ۳٫۲٪ کل آرا را کسب می‌کرد، بدست آوردند.

### انشعاب از حزب سوسیالیست
اگرچه بنسون تا سال‌های پیش از جنگ اول جهانی، صدای رسای ضد جنگ بوده، اما در ماه آوریل سال ۱۹۱۷ مقارن با تصویب اعلامیه حزب سوسیالیست مبنی بر مقصر دانستن آلمان و متحدین، ایالات متحده وارد درگیری شد و بنسون تعهد کرد که به مخالفت خود با درگیری ادامه می‌دهد.
بنسون در ماه ژوئن سال ۱۹۱۸ با تحریر مقاله‌ای تحت عنوان «مشکل حزب سوسیالیست چیست؟» در روزنامهٔ د نیو اپیل، و روزنامهٔ تجسم جدید طرفدار جنگ هفته‌نامهٔ با ارزش اپیل تو ریزن، سکوت خود را شکست. بنسون در این مقاله، این ایده را که «کارگران کشور ندارند» به‌عنوان یک ایدهٔ «آشوب برانگیز» محکوم کرد و سازمان «کارگران صنعتی جهان» را به خرابکاری بلا انقطاع در داخل حزب در مقابل رقبایش، متهم ساخت. بسنون اعلام کرد برای این‌که حزب سوسیالیست مورد احترام قرار گیرد، «باید قابل احترام باشد» و ناهنجاری‌های حزب را بر گردن «آنارشیست‌های حزب را که به دروغ سوسیالیست تلقی می‌شوند و توسط یک‌تعداد خارجی‌های مشخص کمک و حمایت می‌شدند همزمان با این‌که به کشورهای که از آن آمده‌اند تبعید شوند، سند تابعیت شان نیز لغو شود»، انداخت.
بنسون تا یک سال عضو غیرفعال حزب بود، در حدود اوایل ماه ژوئیه سال ۱۹۱۸ رسماً ارتباط خود را با سازمان قطع کرد و به اتحادیه سوسیال دموکرات آمریکا رقیب سیاسی جدید طرفدار جنگ پیوست. بنسون در یک نامه سرگشاده اعلام تصمیم خود، اظهار داشت که «هیچ چیز بدتر از قرار گرفتن در زیر پای نیروی ستمگر امپریالیسم آلمان برای جهان اتفاق نمی‌افتد» و از شرکت بیشتر در سازمانی که «جنگجویان متخاصم را در برابر هم قرار می‌داد»، خودداری کرد. بنسون بر اتهام خود اصرار ورزید که حزب سوسیالیست تحت تسلط «رهبران تولد شده در خارج» قرار گرفته‌است که توسط «اقلیت آنارشیست سندیکالیست» کمک می‌شوند.
بسنون پس از تغییر وابستگی سازمانی، توسط سر ویراستار امانوئل هالدمن- جولیوس، به‌عنوان نویسنده هیئت روزنامهٔ د نیو اپیل که به سازمان نیمه رسمی اتحادیه سوسیال دموکرات تبدیل شده بود، استخدام شد.